# Szwecja na Zimowych Igrzyskach Olimpijskich 2006
Szwecję na Zimowych Igrzyskach Olimpijskich 2006 reprezentowało 106 zawodników. Był to dwudziesty start Szwecji na zimowych igrzyskach olimpijskich.

## Zdobyte medale
| Medal  | Zawodnik | Dyscyplina sportowa   | Konkurencja               |
| ------ | --- | --------------------- | ------------------------- |
| Złoto  | Anja Pärson | Narciarstwo alpejskie | Slalom kobiet             |
| Złoto  | Anna Carin Olofsson | Biathlon              | Bieg masowy kobiet        |
| Złoto  | Ulrika Bergman Cathrine Lindahl Eva Lund Anette Norberg Anna Svärd | Curling               | Kobiety                   |
| Złoto  | Thobias Fredriksson Björn Lind | Biegi narciarskie     | sprint drużynowy mężczyzn |
| Złoto  | Björn Lind | Biegi narciarskie     | sprint mężczyzn           |
| Złoto  | Lina Andersson Anna Dahlberg | Biegi narciarskie     | sprint drużynowy kobiet   |
| Złoto  | Daniel Alfredsson Per Johan Axelsson Christian Bäckman Peter Forsberg Mika Hannula Niclas Hävelid Tomas Holmström Jörgen Jönsson Kenny Jönsson Niklas Kronwall Nicklas Lidström Stefan Liv Henrik Lundqvist Fredrik Modin Mattias Öhlund Samuel Påhlsson Mikael Samuelsson Daniel Sedin Henrik Sedin Mats Sundin Ronnie Sundin Mikael Tellqvist Daniel Tjärnqvist Henrik Zetterberg | Hokej na lodzie       | Mężczyźni                 |
| Srebro | Anna Carin Olofsson | Biathlon              | Sprint kobiet             |
| Srebro | Cecilia Andersson Gunilla Andersson Jenni Asserholt Ann-Louise Edstrand Joa Elfsberg Emma Eliasson Erika Holst Nanna Jansson Jenny Lindqvist Kristina Lundberg Kim Martin Frida Nevalainen Emilie O’Konor Maria Rooth Danijela Rundqvist Therese Sjölander Katarina Timglas Anna Vikman Pernilla Winberg                                                                            | Hokej na lodzie       | Kobiety                   |
| Brąz   | Anja Pärson | Narciarstwo alpejskie | Zjazd kobiet              |
| Brąz   | Anja Pärson | Narciarstwo alpejskie | Kombinacja kobiet         |
| Brąz   | Anna Ottosson | Narciarstwo alpejskie | Gigant kobiet             |
| Brąz   | Mathias Fredriksson Mats Larsson Johan Olsson Anders Södergren | Biegi narciarskie     | Sztafeta mężczyzn         |
| Brąz   | Thobias Fredriksson | Biegi narciarskie     | Sprint mężczyzn           |

## Wyniki reprezentantów Szwecji

### Biathlon
Mężczyźni
- Carl Johan Bergman

sprint – 54. miejsce
bieg pościgowy – DNS
bieg masowy – 29. miejsce
bieg indywidualny – 23. miejsce
- David Ekholm

sprint – 38. miejsce
bieg pościgowy – 38. miejsce
bieg indywidualny – 35. miejsce
- Björn Ferry

sprint – 13. miejsce
bieg pościgowy – 25. miejsce
bieg masowy – 18. miejsce
bieg indywidualny – 28. miejsce
- Mattias Nilsson

sprint – 7. miejsce
bieg pościgowy – 20. miejsce
bieg masowy – 14. miejsce
bieg indywidualny – 44. miejsce
- Jakob Börjesson
Björn Ferry
Mattias Nilsson
Carl Johan Bergman

sztafeta – 4. miejsce
Kobiety
- Anna Carin Olofsson

sprint - 
bieg pościgowy – 14. miejsce
bieg masowy - 
bieg indywidualny – 15. miejsce

### Biegi narciarskie
Mężczyźni
- Jörgen Brink

30 km stylem łączonym – 30. miejsce
50 km stylem dowolnym – 51. miejsce
- Mathias Fredriksson

15 km stylem klasycznym – 13. miejsce
30 km stylem łączonym – 15. miejsce
50 km stylem dowolnym – 10. miejsce
- Thobias Fredriksson

Sprint - 
- Mats Larsson

15 km stylem klasycznym – 19. miejsce
- Peter Larsson

Sprint – 13. miejsce
- Björn Lind

Sprint - 
- Johan Olsson

15 km stylem klasycznym – 6. miejsce
30 km stylem łączonym – 23. miejsce
50 km stylem dowolnym – 25. miejsce
- Mikael Östberg

Sprint – 12. miejsce
- Anders Södergren

15 km stylem klasycznym – 10. miejsce
30 km stylem łączonym – 5. miejsce
50 km stylem dowolnym – 6. miejsce
- Thobias Fredriksson
Björn Lind

Sprint drużynowy - 
- Mats Larsson
Johan Olsson
Anders Södergren
Mathias Fredriksson

sztafeta - 
Kobiety
- Lina Andersson

Sprint – 11. miejsce
10 km stylem klasycznym – 33. miejsce
30 km stylem dowolnym – DNF
- Anna Dahlberg

Sprint – 10. miejsce
- Elin Ek

10 km stylem klasycznym – 23. miejsce
15 km stylem łączonym – 31. miejsce
- Britta Norgren

Sprint – 13. miejsce
10 km stylem klasycznym – 11. miejsce
15 km stylem łączonym – 15. miejsce
30 km stylem dowolnym – 28. miejsce
- Emelie Öhrstig

Sprint – 22. miejsce
10 km stylem klasycznym – 47. miejsce
- Anna Karin Strömstedt

15 km stylem łączonym – 47. miejsce
30 km stylem dowolnym – 30. miejsce
- Anna Dahlberg
Lina Andersson

Sprint drużynowy - 
- Anna Dahlberg
Elin Ek
Britta Norgren
Anna Karin Strömstedt

sztafeta – 4. miejsce

### Curling
Mężczyźni
- Peja Lindholm, Tomas Nordin, Magnus Swartling, Peter Narup, Anders Kraupp – 3. zwycięstwa, 6. porażek – wynik końcowy – 8. miejsce

Kobiety
- Anette Norberg, Eva Lund, Cathrine Lindahl, Anna Svärd, Ulrika Bergman - 9. zwycięstw, 2. porażki - wynik końcowy -

### Hokej na lodzie
Mężczyźni
- Daniel Alfredsson, Per Johan Axelsson, Christian Bäckman, Peter Forsberg, Mika Hannula, Niclas Hävelid, Tomas Holmström, Jörgen Jönsson, Kenny Jönsson, Niklas Kronwall, Nicklas Lidström, Stefan Liv, Henrik Lundqvist, Fredrik Modin, Mattias Öhlund, Samuel Påhlsson, Mikael Samuelsson, Daniel Sedin, Henrik Sedin, Mats Sundin, Ronnie Sundin, Mikael Tellqvist, Daniel Tjärnqvist, Henrik Zetterberg -

Kobiety
- Cecilia Andersson, Gunilla Andersson, Jenni Asserholt, Ann-Louise Edstrand, Joa Elfsberg, Emma Eliasson, Erika Holst, Nanna Jansson, Jenny Lindqvist, Kristina Lundberg, Kim Martin, Frida Nevalainen, Emilie O’Konor, Maria Rooth, Danijela Rundqvist, Therese Sjölander, Katarina Timglas, Anna Vikman, Pernilla Winberg -

### Łyżwiarstwo figurowe
Mężczyźni
- Kristoffer Berntsson

soliści – 23. miejsce

### Łyżwiarstwo szybkie
Mężczyźni
- Johan Röjler

1500 m – 33. miejsce
5000 m – 12. miejsce
10000 m – 10. miejsce
- Erik Zachrisson

500 m – 20. miejsce
1000 m – DSQ

### Narciarstwo alpejskie
Mężczyźni
- Johan Brolenius

slalom – 8. miejsce
kombinacja – 18. miejsce
- Martin Hansson

slalom – 10. miejsce
- Patrik Järbyn

zjazd – 33. miejsce
supergigant – 24. miejsce
- Markus Larsson

slalom – DNF
kombinacja – 11. miejsce
- André Myhrer

slalom – 4. miejsce
- Fredrik Nyberg

gigant – 5. miejsce
Kobiety
- Nike Bent

zjazd – 22. miejsce
supergigant – 21. miejsce
kombinacja – 14. miejsce
- Therese Borssén

slalom – 8. miejsce
- Janette Hargin

zjazd – 18. miejsce
supergigant – 24. miejsce
gigant – 18. miejsce
kombinacja – 8. miejsce
- Anna Ottosson

gigant - 
slalom – 18. miejsce
- Anja Pärson

zjazd - 
supergigant – 12. miejsce
gigant – 6. miejsce
slalom - 
kombinacja - 
- Maria Pietilä-Holmner

gigant – 10. miejsce
slalom – 21. miejsce

### Narciarstwo dowolne
Mężczyźni
- Jesper Björnlund

jazda po muldach – 5. miejsce
- Fredrik Fortkord

jazda po muldach – 19. miejsce
- Per Spett

jazda po muldach – 23. miejsce
Kobiety
- Sara Kjellin

jazda po muldach – 4. miejsce

### Snowboard
Mężczyźni
- Daniel Biveson

gigant równoległy – 16. miejsce
- Mattias Blomberg

cross – 28. miejsce
- Filip Fischer

gigant równoległy – 16. miejsce
- Jonte Grundelius

cross – 21. miejsce
- Jonatan Johansson

cross – 12. miejsce
- Stefan Karlsson

halfpipe – 40. miejsce
- Micael Lundmark

halfpipe – 27. miejsce
- Richard Richardsson

gigant równoległy – 16. miejsce
- Mikael Sandy

halfpipe – 36. miejsce
Kobiety
- Maria Danielsson

cross – 6. miejsce
- Sara Fischer

gigant równoległy – DNF
- Aprilia Hägglöf

gigant równoległy – 16. miejsce
- Anna Olofsson

halfpipe – 22. miejsce